# Влканова
Влканова (слч. Vlkanová) насељено је мјесто са административним статусом сеоске општине (слч. obec) у округу Банска Бистрица, у Банскобистричком крају, Словачка Република.

## Становништво
| Година:    | 1994. | 2004.    | 2014. | 2024.   |
| ---------- | ----- | -------- | ----- | ------- |
| Број људи: | 815   | 1080     | 1296  | 1273    |
| Разлика:   |       | +32,51 % | +20 % | -1,77 % |

| Година:    | 2023. | 2024.   |
| ---------- | ----- | ------- |
| Број људи: | 1276  | 1273    |
| Разлика:   |       | -0,23 % |

Према подацима о броју становника из 2011. године насеље је имало 1.247 становника.